# Tsingoni
Tsingoni ist eine Gemeinde mit 13.934 Einwohnern (Stand 14. Dezember 2017) im französischen Überseegebiet Mayotte.

## Geografie
Die Gemeinde Tsingoni liegt am westlichen Ufer der Hauptinsel Mayottes. Neben dem Hauptort Tsingoni bilden die Dörfer Mroual, 
Combani und Mirereni die Gemeinde.

## Geschichte
Die Gemeinde wurde 1521 erstmals als Chinkoni erwähnt.

### Bevölkerungsentwicklung
| Jahr      | 1997  | 2002  | 2007  | 2012   |
| Einwohner | 5.532 | 7.779 | 9.200 | 10.454 |

## Sehenswürdigkeiten
- Die Moschee von Tsingoni aus dem Jahr 1538